# Мыс Пассека
Мыс Пассека — мыс в Приморском крае России. Расположен на юго-западе полуострова Трудный, на участке открытого берега Японского моря, на территории Находкинского городского округа, в окрестностях города Находки.
Обследован в 1861 году экипажем клипера «Гайдамак», название дано В. М. Бабкиным в 1862 году в память о Л. В. Пассеке (1808—1862), с которым он в 1830-х годах служил в Средиземном и Балтийском морях. Маловероятна версия происхождения названия по фамилии этнографа, историка и археолога В. В. Пассека (1808—1842). Рыбаки и туристы называют мыс Красными скалами.
Входной мыс в бухту Прогулочная с северо-запада. Глубоко вдаётся в Малую Прогулочную бухту. С северо-западной стороны напоминает бухту, состоящую из пяти мелких бухт, которые отделены друг от друга крутыми утёсами. Вся западная сторона мыса скалистая, спуститься можно только с помощью верёвки. Мыс образован отвесными скалами с красными пятнами, вершины которых имеют вид зубцов. Сложен горными породами палеозоя — диоритами. На 1 кбт к югу от мыса отходит риф.
Мыс относился к утраченной особо охраняемой природной территории рекреационного назначения «Юго-западное побережье залива Петра Великого» (1998—2008). Вблизи мыса Пассека сохранились популяции можжевельника твёрдого, занесённого в Красную книгу.